# Sil·labari
Un sil·labari és un conjunt de caràcters o símbols que representen (o aproximen) síl·labes que formen les paraules. Un símbol en un sil·labari normalment representa un so consonàntic seguit d'un so vocàlic. En un autèntic sil·labari no hi ha similituds gràfiques entre caràcters fonèticament relacionats (tot i que alguns sí que en tenen similituds gràfiques per a les vocals). Això vol dir que els caràcters que representen "ke", "ka" i "ko" no tenen una similitud gràfica per a indicar el so "k" que comparteixen.

## Origen i principi
La filòloga clàssica italiana Silvia Ferrara assenyala que en el llenguatge, el so s'emet naturalment en forma de síl·labes, de manera que els primers escrits s'organitzen al voltant de l'estructura sil·làbica. Assenyala que pensem en síl·labes, ens comuniquem en síl·labes, cantem en síl·labes, vam inventar l'escriptura en síl·labes i que tota la nostra comunicació gira al voltant de la síl·laba. Al seu entendre, l'èxit de l'alfabet (un sol so corresponent a una sola lletra) en la cultura occidental és, doncs, només una coincidència, un epifenomen cultural, una improbabilitat amb un fort impacte.
Així, els escrits de tipus sil·labari veuen en principi la consonant «amb» una vocal, de manera que la seva unitat bàsica és la síl·laba, a diferència dels sistemes alfabètics que «descomponen» la llengua en consonants i vocals. Com a resultat, el sil·labari sovint requereix un nombre més gran de signes que l'alfabet: entre 80 i 120 de mitjana per al primer, en comparació amb una trentena per al segon. Per tant, aquest últim és més «econòmic».

## Llengües

Els sil·labaris sovint comencen com a logogrames simplificats, com es mostra aquí amb el sistema d'escriptura japonès katakana. A l'esquerra hi ha la lletra moderna, amb la seva forma original de caràcter xinès a la dreta.

L'idioma japonès empra dos sil·labaris (kana), que són hiragana i katakana. S'empren principalment per a escriure paraules gramaticals així com paraules estrangeres, per exemple hotel és ho-te-ru en japonès. Com que la síl·laba típica japonesa és de forma CV (consonant + vocal), el sil·labari està ben adaptat per escriure l'idioma.
Altres idiomes que utilitzen una escriptura per a síl·labes inclouen el grec micènic (lineal B), idiomes nadius americans com el sil·labari cherokee i africans com el vai i el mende. L'escriptura cuneïforme també és un sil·labari, encara que amb alguns elements no sil·làbics.
L'etíop i moltes llengües del subcontinent indi tenen alfabets coneguts com a abugida, que a un occidental li poden semblar sil·labaris, però que no ho són pas (veure l'apartat següent).

## Diferència amb els abugides
Les llengües de l'Índia i el sud-est asiàtic, així com les llengües semítiques etíops, tenen un tipus d'alfabet anomenat abugida o alfasil·labari. En aquests escriptures, a diferència dels sil·labaris purs, les síl·labes que comencen amb la mateixa consonant es representen en gran part amb grafemes basats regularment en elements gràfics comuns. Normalment, cada caràcter que representa una síl·laba consta de diversos elements que designen els sons individuals d'aquesta síl·laba.
Al segle xix, aquests sistemes s'anomenaven sil·làbics, un terme que ha sobreviscut en el nom de Sil·labaris indígenes canadencs (també un abugida).
En un veritable sil·labari hi pot haver similitud gràfica entre caràcters que comparteixen un so consonant o vocal comú, però no és sistemàtica ni gens regular. Per exemple, els caràcters de ka ke ko en hiragana japonès – か け こ – no tenen cap semblança per indicar el seu so /k/ comú. Compareu-ho amb l'escriptura Devanagari, un abugida, on els caràcters de ka ke ko són क के को respectivament.

## Comparació amb els alfabets
El català admet estructures sil·làbiques més complexes, que dificulten la seva escriptura amb un sil·labari. Per poder escriure en català emprant un sil·labari, cada síl·laba possible en català requeriria un símbol diferent. Així, farien falta caràcters diferents per "pot", "poc", "pom", "pon", "pol"; "por", "pou", etc., a més de la dificultat de representar grups consonàntics com ara "plou", "prou", etc.
Així, el sil·labari només és una opció raonable en idiomes que tenen síl·labes senzilles de tipus CV.
Igualment l'anglès permet estructures sil·làbiques complexes, cosa que dificulta l'escriptura de paraules en anglès amb un sil·labari. S'ha calculat que un sil·labari "pur" de l'anglès requeriria més de 10.000 caràcters diferents per a cada síl·laba possible (per exemple signes diferents per "half" (mig) i "have" (tenir)). Tanmateix, aquests sistemes purs són rars. Una solució alternativa a aquest problema, comú a diversos sil·labaris d'arreu del món (inclosos els manlleus anglesos en japonès), és afegir una vocal fictícia paragògica, com si la coda de la síl·laba fos una segona síl·laba: ha-fu per a "half" i ha-vu per a "have".